# Francia en los Juegos Paralímpicos de Heidelberg 1972
Francia estuvo representada en los Juegos Paralímpicos de Heidelberg 1972 por un total de 61 deportistas, 42 hombres y 19 mujeres.

## Medallistas
El equipo paralímpico francés obtuvo las siguientes medallas:
| Nombre                                              | Deporte                    | Evento                                                  |
| --------------------------------------------------- | -------------------------- | ------------------------------------------------------- |
| Oro                                                 |                            |                                                         |
| Josette Merckx                                      | Esgrima en silla de ruedas | Florete individual femenino                             |
| Dumont                                              | Halterofilia               | Peso supergallo masculino                               |
| Alex Eguers                                         | Halterofilia               | Peso ligero masculino                                   |
| Tournier                                            | Natación                   | 25 m espalda 1B femenino                                |
| Daniel Jeannin                                      | Natación                   | 25 m espalda 1B masculino                               |
| Daniel Jeannin                                      | Natación                   | 25 m libre 1B masculino                                 |
| Raffin                                              | Natación                   | 25 m braza 1A masculino                                 |
| Raffin                                              | Natación                   | 25 m libre 1A masculino                                 |
| Girard                                              | Tiro con arco              | Ronda Western corta clase abierta femenino              |
| A. Piutti Pytel Seguin                              | Tiro con arco              | Ronda Western corta por equipos clase abierta masculino |
| Plata                                               |                            |                                                         |
| Mireille Maraschin Girard                           | Dartchery                  | Dobles clase abierta femenino                           |
| Pierre Prestat                                      | Esgrima en silla de ruedas | Espada individual masculino                             |
| Michel Foucre Pierre Prestat Herbert Sok            | Esgrima en silla de ruedas | Espada por equipos masculino                            |
| Jacques Ceretto Roger Schuh Herbert Sok             | Esgrima en silla de ruedas | Florete por equipos masculino                           |
| Madeleine Foure Josette Merckx Géraldine Pissonnier | Esgrima en silla de ruedas | Florete por equipos femenino                            |
| René Briffouilliere                                 | Halterofilia               | Peso medio masculino                                    |
| M. Benamar                                          | Natación                   | 25 m libre 2 masculino                                  |
| Daniel Jeannin                                      | Tenis de mesa              | Individual 1B masculino                                 |
| Bronce                                              |                            |                                                         |
| Daniel Jeannin                                      | Atletismo                  | Eslalon 1B masculino                                    |
| Heller                                              | Bolos sobre hierba         | Individual femenino                                     |
| Belasset Belaubre                                   | Bolos sobre hierba         | Dobles femenino                                         |
| Michel Allorge Roger Schuh                          | Bolos sobre hierba         | Dobles masculino                                        |
| Pissonier                                           | Esgrima en silla de ruedas | Florete individual novel femenino                       |
| Pierre Prestat                                      | Esgrima en silla de ruedas | Sable individual masculino                              |
| Michel Foucre Pierre Prestat Roger Schuh            | Esgrima en silla de ruedas | Sable por equipos masculino                             |
| Michel Allorge                                      | Halterofilia               | Peso semipesado masculino                               |
| Gillet                                              | Halterofilia               | Peso pesado masculino                                   |
| Galeon                                              | Natación                   | 100 m braza 5 femenino                                  |
| Maguy Ramousse                                      | Tenis de mesa              | Individual 2 femenino                                   |
| Tournier                                            | Tenis de mesa              | Individual 1B femenino                                  |
| André Hennaert                                      | Tenis de mesa              | Individual 3 masculino                                  |
| Triche                                              | Tenis de mesa              | Individual 4 masculino                                  |
| Mireille Maraschin                                  | Tiro con arco              | Ronda FITA clase abierta femenino                       |